# Octaedro (livro)
Octaedro é o quinto livro de contos do escritor argentino Julio Cortázar, publicado em 1974. A obra é composta de oito histórias individuais, mas podem configurar uma obra única .

## Análise da obra
Os contos intercalam certo conteúdo social e político, tema que Cortázar abordou em seu  Livro de Manuel (1973), com suas temáticas mais recorrentes: o amor, o sonho, a doença, a morte e a fronteira entre o real quotidiano e o fantástico.

## Contos
Octaedro é composto por 8 contos.

### Lugar chamado Kindberg
O conto resume a aventura de uma noite, proposta para o protagonista (homem maduro, tradutor) e uma disponível garota  chilena, que ele encontra em uma estrada, na França. Por medo de viver a liberdade e por ressalvas burguesas, o homem decide não ir adiante. A quebra do vínculo entre eles, como costuma acontecer na obra de Cortázar, é deliberadamente trágica, mas o tom irônico da narração impede a catarse.

### Manuscrito achado num bolso
Trata-se da história de um homem que estabelece um jogo, no metrô de Paris. O jogo consiste em escolher uma parada, de forma aleatória, subir em um trem e ir em direção a essa parada. Se durante o trajeto ele encontra uma mulher de quem goste, e que vá descer na mesma parada, ele se dá o direito de falar com ela. Mas um dia, por intriga da mulher a quem chama Ana, ele ultrapassa as regras do jogo e aborda essa mulher. Desde então, começam a se ver às terças-feiras no mesmo café e conversar, até que um dia o homem confessa a Ana toda  história do jogo, para que entendam que seus encontros são 'ilegítimos' . Assim decidem se dar uma segunda oportunidade, durante 15 dias, para voltar a se encontrar, mas desta vez sem ultrapassar as regras.

### As fases de Severo
Um grupo de pessoas está reunido na casa de Severo, que encontra-se prostrado na cama e é cuidado com esmero por sua esposa, diante da tristeza do resto de sua família. Estranhas cenas se desenvolvem sistematicamente, quando se anuncia que Severo está a ponto de entrar em uma de suas "fases". O processo inclui a fase do suor, a dos saltos, a das mariposas, a dos números e a dos relógios. Ainda que o resultado de uma delas leve o protagonista a uma profunda preocupação, seus amigos lhe asseguram que não deve desesperar-se e que ninguém sabe exatamente quando se irá cumprir a  fatídica sentença de Severo.

### Liliana chorando
O protagonista da história jaz na cama de um hospital esperando a morte. Começa a imaginar o que ocorrerá após seu falecimento: como reagirá sua mãe, quanto chorará sua esposa Liliana, como será seu funeral, que farão seus amigos depois que termine. Em especial seu amigo Alfredo, a quem pediu previamente que cuidasse de sua mãe e de Liliana. Os devaneios se tornam tão poderosos que o protagonista parece ignorar as notícias que lhe traz o médico.

### Aí, mas onde, como
O narrador relembra a morte de seu amigo Paco, falecido 31 anos atrás, e os constantes sonhos em que esse amigo lhe aparece, aparentemente para lhe dar uma nova vida, mas apenas para voltar a arrancá-la.

### Os passos no rastro
Jorge Fraga é um historiador que decide escrever um livro sobre a vida do poeta Claudio Romero. Cedo descobre indícios de que o poeta mantinha um amor oculto e suas investigações o levam a obter cartas e demais provas que lhe permitem escrever o livro. A obra converte-se num enorme sucesso, tanto para o público como para a crítica. Ainda que tudo parece ir melhor do que o imaginado, Fraga logo deve aceitar que o sucesso da obra está baseado em uma mentira.

### Verão
Mariano e Zulma são um casal que passa os verões numa casa no campo. Um amigo aparece uma tarde e pede-lhes que cuidem de sua filha enquanto ele realiza uma viagem de urgência. Durante a noite, uma série de ruídos sobresalta ao casal, que suspeita tratar-se de um cavalo que entrou no pátio. Zulma teme que o cavalo entre na casa, mas depois os ruídos param e o casal volta a subir para o quarto e dormir. Na metade da noite, Zulma acorda aterrorizada por um pesadelo e corre ao térreo, temendo que o cavalo tenha entrado na casa. Quando vê a menina entrar pela porta principal, a acusa de tentar trazer o cavalo para dentro, mas ela afirma que só tinha ido ao banheiro. Mariano fecha a porta, manda a menina para a cama e força Zulma a regressar de novo ao quarto, tentando, sem sucesso acalmá-la. Na manhã seguinte, Mariano revista a casa e constata que quase tudo está em ordem.

### Pescoço de gato negro
Uma das formas com que Lucho se distrai, durante suas viagens diárias no metrô de Paris, consiste em paquerar mulheres, encostando suavemente sua mão na delas. Um dia qualquer, uma garota começa a acariciar sua mão sem que ele tenha iniciado nada, o que o deixa intrigado. A mulher, chamada Dina, desculpa-se negando tê-lo feito de propósito, mas quando ela volta a acariciar sua mão, Lucho interpreta isso como sendo parte de um jogo de sedução. Ambos se dirigem ao apartamento de Dina, onde ela lhe confessa que suas mãos se movem por vontade própria, e que isto lhe impediu de se relacionar com mais pessoas. Lucho mostra-se reticente ao princípio, mas ao notar os problemas que Dina tem para servir café, começa a crer. Depois de fazerem sexo, as luzes do quarto se apagam. Dina tenta desesperadamente encontrar um fósforo, mas Lucho tenta detê-la e fazer com que volte à cama, o que produz um desfecho desastroso.